# Типпит, Джей Ди

Джей Ди Типпит (англ. J. D. Tippit; 18 сентября 1924, Ред-Ривер, Техас — 22 ноября 1963, Даллас, США) — американский полицейский департамента полиции Далласа. Его имя связано с убийством 35-го президента США Джона Кеннеди. По официальной версии, Типпит был застрелен в районе Оук-клифф города Даллас. 22 ноября 1963, примерно через 45 минут после убийства президента. Следствием было сделано предположение, что убийцей является Ли Харви Освальд (предполагаемый убийца Джона Кеннеди).

## Биография
Типпит родился в городе Аннона, штат Техас, в округе Ред-Ривер в семье фермера Эдгара Ли Типпит (1902—2006) и Лиззи Мэй Типпит (1905—1990). Типпиты имели английское происхождение, их предки иммигрировали в США из Англии в 1635 году.
Учился в государственных школах до десятого класса. По вероисповеданию баптист. В 1939 года его семья переехала на Бейкер-лейн, штат Техас. В 19 лет добровольцем ушёл в армию, участвовал в сражениях Второй мировой войны. Участник операции «Варсити» в марте 1945 года в составе 513-го парашютно-пехотного полка 17-й воздушно-десантной дивизии. За боевые заслуги получил Бронзовую звезду. На действительной военной службе находился до 20 июня 1946 года.
По возвращении с военной службы с 1946 Типпит работает в фирме по производству газовых обогревателей Dearborn Stove Company. Позже работатает в сети розничной торговли Sears, Roebuck and Company. Не освоившись на обеих работах, Типпит с женой Мари переезжают в Лоун Стар, штат Техас, где они пытаются заняться сельским хозяйством и разведением крупного рогатого скота.
После череды неудач в качестве фермера и владельца ранчо Типпит с семьёй переезжает в Даллас и устраивается на работу в департамент полиции Далласа. С 1952 года работал в качестве патрульного полицейского. За время работы в департаменте полиции Далласа офицер Типпит дважды был награждён за храбрость. Типпит также работает на двух работах неполный рабочий день; по пятницам и субботам в ресторане «Барбекю» в Остине, а по воскресеньям — в театре Стивенс-Парк.
На момент смерти в ноябре 1963 года Типпит был приписан к машине № 10 полиции Далласа, имел значок № 848 и получал ежемесячную зарплату в размере 490 долларов (что эквивалентно 4 142 долларам в 2020 году).

## Убийство Джона Кеннеди и Джея Типпита
22 ноября 1963 года у Типпита был обычный рабочий день, он патрулировал район № 78 на юге Оук-Клифф города Даллас.
В 12:45, через 15 минут после того, как Кеннеди был застрелен, Типпит получил по радио приказ ехать в центральный район Оук-Клифф в составе сосредоточения полиции вокруг центра города. В 12:54 Типпит сообщает по рации, что двигается в соответствии с указаниями. К тому времени было передано несколько сообщений, в которых подозреваемый в стрельбе на Дили Плаза описывался как стройный белый мужчина, ему чуть за 30, ростом 1,78 м и весом около 75 кг.
Примерно в районе в 13 часов Типпит патрулирует с медленной скоростью улицу 10-й Ист-стрит и Паттон-авеню. На перекрёстке этих улиц он останавливается рядом с человеком, похожим на описание полиции. Освальд подходит к машине Типпита и обменивается с ним словами через открытое окно. Типпит открывает дверь машины и идет к передней части автомобиля и в этот момент Освальд вытаскивает пистолет и стреляет в него пять раз. Три пули попадают Типпиту в грудь, ещё одна — в его правый висок, следы пятой пули не обнаружены. Типпит был доставлен на машине скорой помощи в больницу Далласа, где был объявлен мёртвым в 13:25 доктором Ричардом А. Лигуори.
Место смерти Типпита на 10-й Ист-Стрит отмеченно знаком «X».
Спустя некоторое время менеджер обувного магазина Харди Джонни Брюэр заметил, что Освальд подозрительно вёл себя, когда мимо проезжали полицейские машины с сиренами. Освальд зашёл в Техасский театр, не купив билетов. Касса театра уведомила полицию, и Освальд был задержан после непродолжительной борьбы.
Двенадцать человек, ставшие свидетелями стрельбы Освальда в полицейского Типпита, были упомянуты в Комиссии Уоррена.
Доминго Бенавидес, сидевший в своей машине на противоположной стороне улицы, увидел Типпита, стоящего у левой двери припаркованной полицейской машины, и человека, стоящего справа от машины. Затем он услышал три выстрела и увидел упавшего на землю Типпита. Он увидел, как стрелок убегает с места происшествия и вынимает из пистолета две использованные гильзы. Бенавидес подождал в своём грузовике, пока стрелявший не исчез из виду, после чего безуспешно пытался использовать полицейскую рацию, чтобы сообщить о стрельбе. Сообщение было получено оператором полиции после вмешательства неустановленного человека, который смог установить связь.
Тед Каллавей, непосредственный начальник Бенавидеса, который работал на стоянке подержанных автомобилей, также использовал радио и сообщил о стрельбе, но услышал в ответ, что полиция уже знает об этом. Каллауэй на показаниях сообщил, что видел стрелка с пистолетом и кричал на него.
Хелен Маркхэм была основной свидетельницей стрельбы Освальда в Типпита. В полицейском отчёте Маркхэм опознала Освальда как убийцу Типпита.
Барбара Дэвис и её невестка Вирджиния Дэвис услышали выстрелы и увидели мужчину с револьвером, перебегающего их лужайку. Также они увидели как мужчина вынимает из пистолета гильзы. Позже женщины недалеко от места преступления обнаружили две гильзы и передали их полиции (две другие гильзы были переданы полиции Бенавидесом). В тот вечер Барбару Дэвис и Вирджинию Дэвис вызвали в полицию, после чего они опознали Освальда.
Водитель такси Уильям Скоггинс в допросе указал, что сидел неподалёку в своём такси, когда увидел, как полицейская машина Типпита подъехала к неизвестному мужчине на тротуаре. Скоггинс услышал три или четыре выстрела, а затем увидел, как Типпит упал на землю. Когда Скоггинс нагнулся и спрятался в своей машине, стрелявший мужчина с пистолетом прошёл в 12 футах от него, бормоча что-то вроде «тупой полицейский» или «чёртов полицейский». На следующий день Скоггинс в полиции также опознал Освальда как человека, которого он видел с пистолетом.
Комисия Уоррена (названная в честь председателя комиссии, главного судьи Эрла Уоррена) назвала несколько других свидетелей, которых не было на месте убийства, но которые опознали Освальда,
Из четырёх пуль, извлечённых из тела Типпита, только одну (по словам Николя) или ни одну (по словам Каннингема) можно было с уверенностью идентифицировать как выпущенную из револьвера Освальда; остальные «могли» быть выпущены из этого револьвера, но определённого совпадения не было. Когда ФБР провело испытательную стрельбу из револьвера, выяснилось, что он оставлял непоследовательные микроскопические отметки на пулях, то есть две последовательные пули, выпущенные из него, не могли быть сопоставлены друг с другом. Это произошло потому, что револьвер был переделан под патрон .38 Special, поэтому пули выпущенные через ствол большего диаметра имели нестабильный ход. Также было отмечено обширное повреждение извлечённых из тела пуль. Позже HSCA согласился с выводом Каннингема о том, что ни одна из найденных пуль не может быть точно идентифицирована или исключена, как выпущенная из револьвера Освальда. Тем не менее, когда они провели пробную стрельбу из пистолета, они обнаружили, что пули, выпущенные из него, действительно могли быть сопоставлены друг с другом, если они были одного типа и одного производителя.
Было обнаружено несоответствие между четырьмя обнаруженными гильзами (2 Western-Winchester, 2 Remington-Peters) и четырьмя пулями (3 Western-Winchester, 1 Remington-Peters); Одно из предложенных объяснений заключалось в том, что Освальд произвёл пять выстрелов, а одна пуля и одна гильза не были обнаружены.
После ареста и во время последующих допросов в полиции, Освальд отрицал свою причастность к убийству Типпита. На основании показаний очевидцев и пистолета, обнаруженного у Освальда во время ареста, ему было предъявлено официальное обвинение в убийстве Дж. Д. Типпита в 19:10, 22 ноября. В течение дня полиция начала подозревать, что Освальд также был причастен к убийству президента Кеннеди.
Примерно в час ночи 23 ноября Освальду было предъявлено обвинение в убийстве президента Джона Ф. Кеннеди. Освальд продолжал настаивать на своей невиновности в связи с обоими убийствами. Поздним утром 24 ноября, когда его перевозили из тюрьмы Даллас-Сити в тюрьму округа Даллас, Освальд был смертельно ранен в живот владельцем ночного клуба Далласа Джеком Руби. Стрельба транслировалась на территории США и Канады в прямом эфире.
Поскольку Освальд был убит до того, как он предстал перед судом за любое преступление, президент Линдон Б. Джонсон поручил комитету сенаторов, конгрессменов и старших государственных деятелей США расследовать события, связанные со смертью Кеннеди, Типпита и Освальда. Президент Джонсон также надеялся развеять слухи, которые возникли после того, как Освальд был застрелен Джеком Руби, что убийство президента и сопутствующие убийства были частью заговора. Комиссия Уоррена, потратило десять месяцев на расследование убийств и опрос свидетелей. 24 сентября 1964 года опубликован 888-страничный отчёт, в котором был сделан вывод о том, что нет никаких доказательств заговора, и Освальд действовал в одиночку, убив президента Кеннеди и офицера Типпита. В отчёте также сделан вывод, что Джек Руби действовал в одиночку в убийстве Освальда.
В 1979 году специальный комитет палаты представителей по убийствам сообщил: «На основании того, что Освальд обладал орудием убийства вскоре после убийства, и на основании того, что очевидцы опознали Освальда как вооружённого преступника, комитет пришёл к выводу, что Освальд застрелил офицера Типпита».

## Теории заговора
Некоторые теоретики заговора утверждали, что убийство офицера Типпита было частью заговора с целью убийства президента Кеннеди, подразумевая, что два убийства не могли произойти так близко друг к другу по совпадению. Адвокат Комиссии Уоррена Дэвид Белин назвал убийство Типпита «Розеттским камнем убийства Джона Кеннеди».
Некоторые критики отрицают, что Освальд застрелил Типпита, утверждая, что вещественные доказательства и показания свидетелей не подтверждают этот вывод. Окружной прокурор Нового Орлеана Джим Гаррисон, который расследовал убийство Джона Ф. Кеннеди и представил доказательства на суде над бизнесменом Клэем Шоу в 1969 году. В своей книге «По следам убийц» утверждал, что свидетельские показания и обработка доказательств в убийстве Типпита были ошибочными и сомнительно, что Освальд был убийцей или даже был на месте преступления. По словам Гаррисона, многочисленные свидетели, которые не были опрошены Комиссией Уоррена, сообщили, что видели двух мужчин, бежавших с места убийства Типпита. Он также утверждал, что Хелен Маркхэм, главный свидетель комиссии Уоррена, выразила неуверенность в том, что она опознала Освальда в полицейском отчёте. Гаррисон также утверждал, что пули, извлечённые из тела Типпита, были от двух разных производителей а револьвер, найденный у Освальда при его аресте, не соответствовал патронам, найденным на месте происшествия. Гаррисон обвинил Департамент полиции Далласа в неправильном обращении с доказательствами, а также в возможной прямой их фабрикации, путем отстрела патронов из револьвера Освальда, и передаче полученных гильз и пуль в ФБР, под видом найденных на месте преступления, для связи их с оружием Освальда.
Другие критики заявляют, что Типпит сам был заговорщиком, которому организованная преступность или правые политики поставили задачу убить Освальда, чтобы помешать расследованию убийства Кеннеди. Есть даже гипотеза, что Типпит был одним из исполнителей убийства Кеннеди и что это его при желании можно разглядеть на снимке Мери Мурмен («человек со значком», якобы целящийся в президента из-за изгороди на травяном холме).

## Последствия
Вечером после убийства президента генеральный прокурор Роберт Ф. Кеннеди и новый президент Линдон Б. Джонсон позвонили вдове Типпита, чтобы выразить свои соболезнования. Жаклин Кеннеди написала письмо, в котором выразила сожаление по поводу убийства. После убийства семье Типпита было пожертвовано в общей сложности 647 579 долларов. Одно из самых крупных индивидуальных пожертвований — 25 000 долларов — сделал далласский бизнесмен Абрахам Запрудер. Это была часть денег, полученных Запрудером от журнала Life за киноплёнку, снятую на месте убийства Кеннеди.

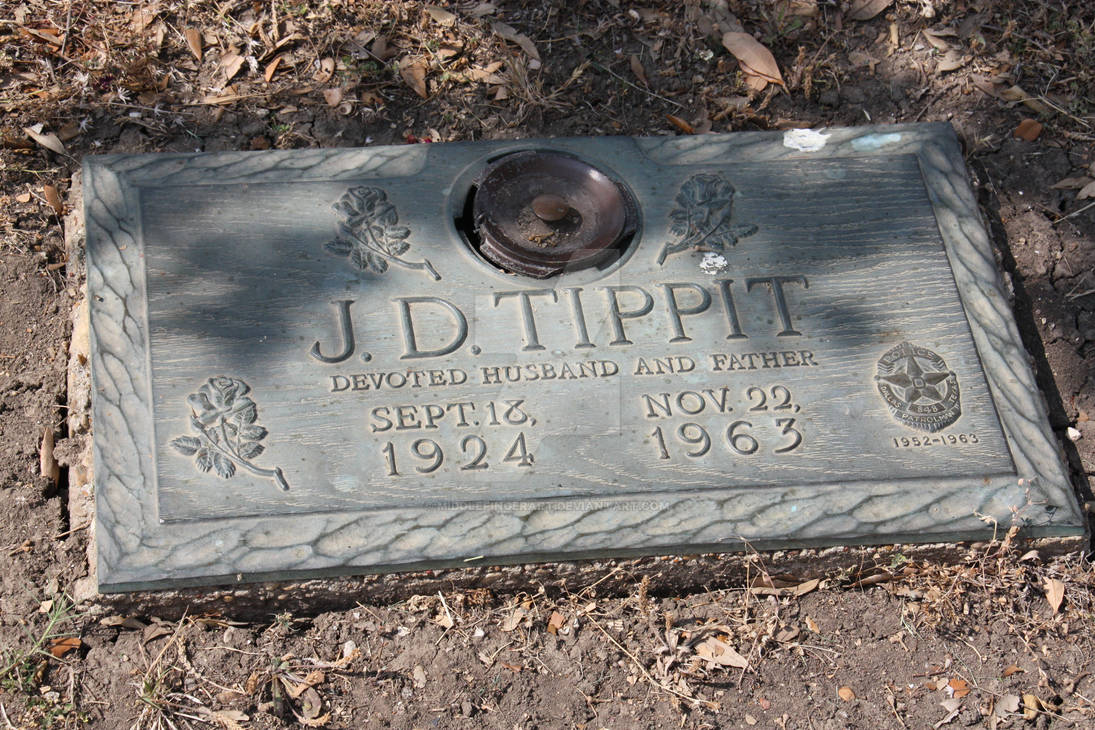

Отпевание Типпита состоялось 25 ноября 1963 года в баптистской церкви Бекли-Хиллз, после чего похороны последовали в мемориальном парке Лорел Лэнд в Далласе. Его похороны состоялись в тот же день, что и похороны президента Кеннеди и Ли Харви Освальда.
В январе 1964 года Типпит был посмертно награждён медалью за доблесть в Зале славы американской полиции, а также полицейской медалью почёта, полицейским крестом и наградой за героизм Гражданской комиссией по дорожному движению. Исторический памятник офицеру Типпиту был открыт 20 ноября 2012 года на месте стрельбы.
Вдова Типпита вышла замуж за лейтенанта полиции Далласа Гарри Дина Томаса в январе 1967 года. Они были женаты до его смерти в 1982 году. Позже Мари Типпит вышла замуж за Карла Флиннера; брак закончился разводом, после чего Мари вернула фамилию Типпит.

## Личная жизнь
Типпит был женат на Мари Фрэнсис Гасуэй, с 26 декабря 1946 года. Мари умерла 2 марта 2021 года. У них было трое детей: Чарльз Аллан (1950—2014), Бренда Кей (1953) и Кёртис Гленн (1958)

## В культуре
Типпит изображается в следующих фильмах:
- Фильм JFK (1991)
- Фильм Руби[англ.] (1992)
- Фильм Убийство Кеннеди (2013)